# 耶律敖盧斡
耶律敖盧斡（やりつ ごうろあつ、生年不詳 - 1122年）は、遼（契丹）の皇族。晋王。「傲魯斡」とも表記される。

## 経歴
天祚帝と蕭文妃のあいだの長男として生まれた。幼くして騎射を得意とした。乾統初年、大丞相韓徳譲の後を嗣いだ。乾統6年（1106年）、晋王に封じられた。善行を好んだが、人に誇ることがなく、隠れて読書して、長者と称された。
成長すると人望に厚く、内外の期待を集めた。保大元年（1121年）、蕭奉先が「南軍都統耶律余睹が蕭文妃と謀って晋王敖盧斡を帝位につけようと図っている」と誣告したため、余睹は金に降伏し、文妃は処刑された。敖盧斡は陰謀に関与していなかったと認められて、許された。保大2年（1122年）1月に、ふたたび蕭奉先が「耶律撒八らが再び晋王敖盧斡の擁立を計画した」として告発された。天祚帝は敖盧斡を処刑するに忍びず、人を派遣して絞め殺させた。ある人が敖盧斡に亡命を勧めたが、敖盧斡は「小さな体を守って、臣子の大節を失うことはできない」と言って従容と死についた。

## 伝記資料
- 『遼史』巻72 列伝第2